# Anais de Senaqueribe
Os anais de Senaqueribe é uma obra histórica manuscrita pelo rei assírio Senaqueribe em três artefatos de argila em formato de prisma, contendo o mesmo texto cuneiforme em acádio: o Prisma de Taylor (localizado no Museu Britânico), o Prisma do Instituto Oriental (localizado no Instituto Oriental de Chicago) e o Prisma de Jerusalém (localizado no Museu de Israel em Jerusalém), que relatam o seu ataque a Judá e o cerco a Jerusalém durante o reinado do rei Ezequias (aproximadamente no ano 701 a.C.).
Evento também registrado em vários livros da Bíblia: em Isaías capítulos 36 e 37; em II Reis 18:17, e; em II Crônicas 32:9. Este é mencionada por Heródoto, que não se refere à Judéia, e diz que a invasão terminou na cidade de Pelúsio (Baixo Egito), na orla do delta do Nilo.
Os anais são um dos primeiros artefatos cuneiformes analisados na Assiriologia moderna, tendo sido encontrado alguns anos antes da decifração moderna do cuneiforme.

## Descrição e descoberta
Os prismas contêm seis parágrafos cuneiformes escritos em acádio. Eles têm formato hexagonal, feitos de argila vermelha cozida e medem 38,0 cm de altura por 14,0 cm de largura. Eles foram criados durante o reinado de Senaqueribe em 689 a.C. (Chicago) ou 691 a.C. (Londres, Jerusalém).
Acredita-se que o prisma de Taylor tenha sido encontrado pelo coronel Robert Taylor (1790–1852 a.C.) em 1830 em Nínive, que era a antiga capital do Império Assírio sob Senaqueribe, antes de sua escavação inicial por Botta e Layard mais de um década depois. Embora o prisma tenha permanecido no Iraque até 1846, em 1835 um aperto de papel foi feito por Henry Rawlinson, de 25 anos, e um molde de gesso foi feito por Pierre-Victorien Lottin em c. 1845. Pensou-se mais tarde que o original havia sido perdido, até que foi comprado da viúva do Coronel Taylor em 1855 pelo Museu Britânico. (O coronel Taylor pode ter sido o pai de John George Taylor, que, ele mesmo, se tornou um notável explorador e arqueólogo assírio.)

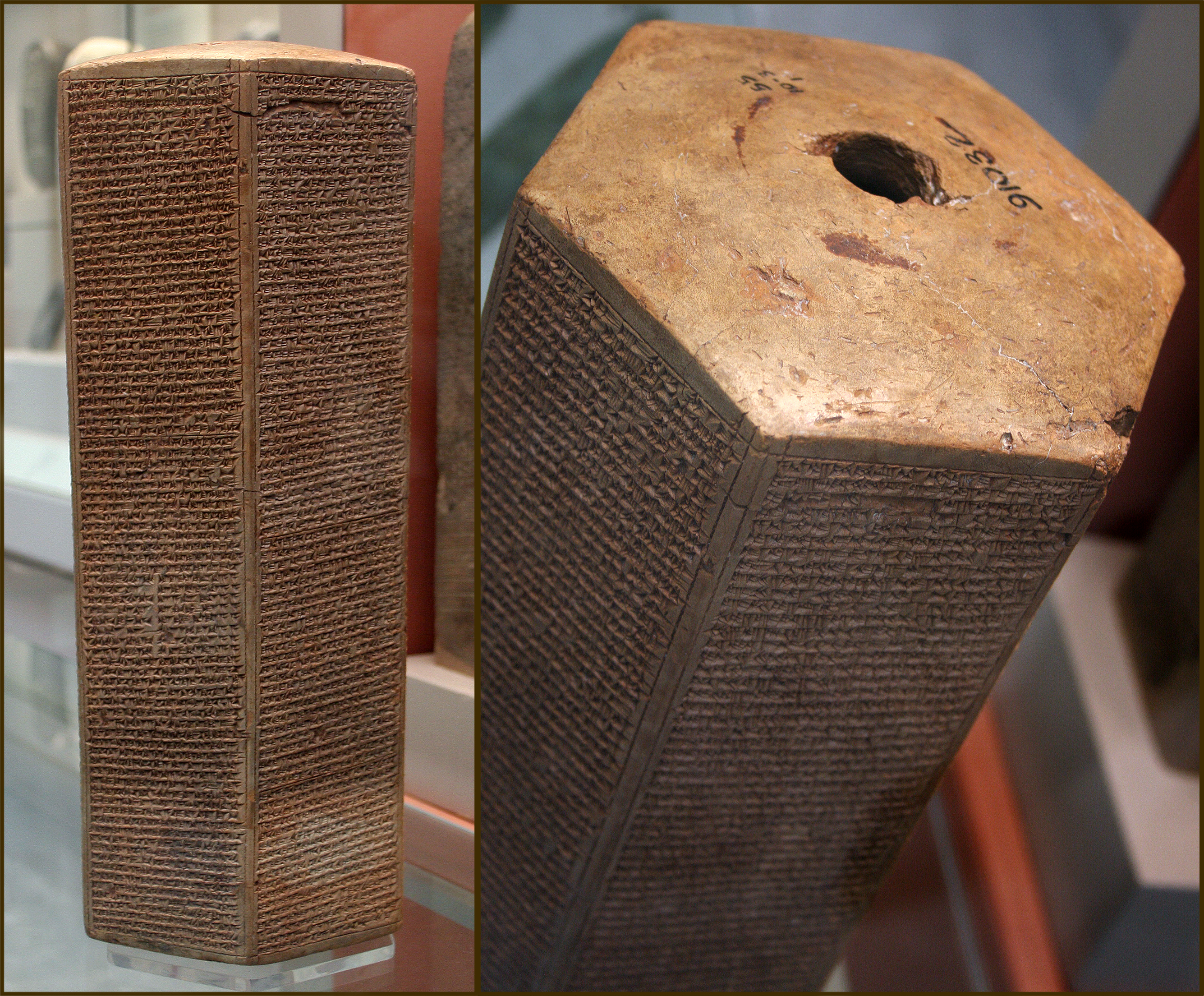
Vista geral e detalhe do prisma de Taylor, Museu Britânico.

Outra versão desse texto encontra-se no que é conhecido como Prisma de Senaqueribe, hoje no Instituto Oriental. Foi comprado por James Henry Breasted de um negociante de antiguidades de Bagdá em 1919 para o Instituto Oriental. O prisma de Jerusalém foi adquirido pelo Museu de Israel em um leilão da Sotheby's em 1970. Foi publicado apenas em 1990.
Os três exemplos completos conhecidos desta inscrição são quase idênticos, com apenas variantes menores, embora as datas nos prismas mostrem que eles foram escritos com dezesseis meses de intervalo (os prismas de Taylor e Jerusalém em 691 a.C. e o prisma do Instituto Oriental em 689 a.C.). Existem também pelo menos oito outros prismas fragmentários preservando partes deste texto, todos no Museu Britânico, e a maioria deles contendo apenas algumas linhas.
O texto de Chicago foi traduzido por Daniel David Luckenbill e o texto acadiano , junto com uma tradução para o inglês, está disponível em seu livro The Annals of Sennacherib (University of Chicago Press, 1924).

## Significância

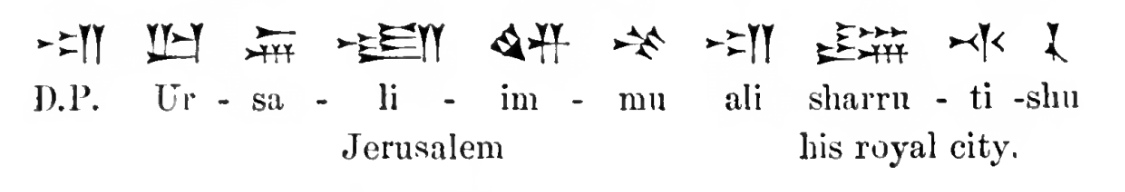
Jerusalém inscrita no prisma.

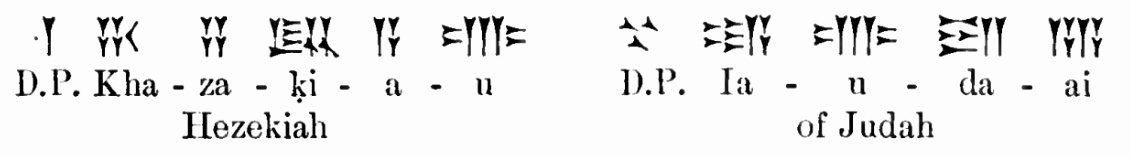
Ezequias de Judá conforme inscrito no Prisma.

É um dos três relatos descobertos até agora que foram deixados por Senaqueribe sobre sua campanha contra o Reino de Israel e o Reino de Judá, dando uma perspectiva diferente sobre esses eventos daquela do Livro dos Reis na Bíblia.
Algumas passagens na Bíblia Hebraica (II Reis 18:19) de acordo com, pelo menos, algumas das afirmações feitas no prisma. A Bíblia relata um ataque assírio bem-sucedido a Samaria, como resultado do qual a população foi deportada, e mais tarde relata que um ataque a Laquis foi encerrado por Ezequias pedindo paz, com Senaqueribe exigindo 300 talentos de prata e 30 talentos de ouro, e Ezequias deu a ele toda a prata de seu palácio e do templo em Jerusalém, e o ouro das portas e batentes do templo. Comparado a isso, o Prisma de Taylor proclama que 46 cidades muradas e inúmeros assentamentos menores foram conquistados pelos assírios, com 200.150 pessoas, e o gado, sendo deportado, e o território conquistado sendo disperso entre os três reis dos filisteus em vez de ser devolvido. Além disso, o Prisma diz que o cerco de Senaqueribe resultou em Ezequias sendo trancado em Jerusalém "como um pássaro enjaulado", os mercenários de Ezequias e 'árabes' o abandonaram, e Ezequias acabou comprando Senaqueribe, tendo que lhe dar antimônio, joias, incrustações de marfim móveis, suas próprias filhas, harém e músicos. Afirma que Ezequias se tornou um governante tributário.
No prisma de Senaqueribe, ele diz o seguinte de Ezequias: 
"Quanto ao rei de Judá, Ezequias, que não se submeteu à minha autoridade, sitiei e capturei quarenta e seis de suas cidades fortificadas, junto com muitas cidades menores, tomadas em batalha com meus aríetes ... Tomei como saque 200.150 pessoas, pequenos e grandes, machos e fêmeas, junto com um grande número de animais, incluindo cavalos, mulas, jumentos, camelos, bois e ovelhas. Quanto a Ezequias, eu fechei como um pássaro enjaulado em sua cidade real de Jerusalém. Construí uma série de fortalezas ao redor dele e não permiti que ninguém saísse dos portões da cidade. As cidades que capturei dei aos reis de Asdode, Ecrom e Gaza."
O tributo dado por Ezequias é então mencionado, mas neste relato, nada é dito sobre Senaqueribe capturando a cidade de Jerusalém.